# Amt Miselohe
Das Amt Miselohe war ein Verwaltungs- und Gerichtsbezirk im Herzogtum Berg.

## Geschichte
Miselohe zählt zu den acht alten Bergischen Ämtern, die in einer Urkunde vom 6. September 1363 erstmals genannt wurden
und im ausgehenden Hochmittelalter entstanden (zweite Hälfte des 14. Jahrhunderts), als sich die Grafen von Berg zunehmend zu Landesherren entwickelten. Die Ämter fassten mehrere Kirchspiele in der Amtsverwaltung zusammen. Das Amt Miselohe umfasste im Wesentlichen das Gebiet der heutigen Städte Burscheid, Leichlingen (Rheinland) mit Witzhelden und Leverkusen (ohne die Stadtteile Hitdorf und Rheindorf, die zum Nachbaramt Monheim gehörten) sowie Teile von Odenthal – der Gemeinde im Rheinisch-Bergischen Kreis, zu der der Ursprungssitz der Grafen von Berg in Altenberg zählt.
Ein großer Forst zwischen Dhünn und Wupper gab Miselohe den Namen, der so viel wie Mäuse- oder Kaninchenwald bedeutet.
Das Amt hatte bis zu seiner Auflösung keinen ständigen Verwaltungsmittelpunkt. Der Wohnort des vom Landesherren eingesetzten Amtmannes (vergleichbar mit einem heutigen Landrat) diente als Verwaltungssitz. Allerdings hatte das Amt von der Mitte des 14. Jahrhunderts an einen ständigen Gerichtssitz in Opladen, heute Stadtteil von Leverkusen. Zu Beginn des 19. Jahrhunderts wurden die Ämter aufgelöst, das Amt Miselohe wurde dem Kreis Solingen zugeteilt.
Der später in den Rhein-Wupper-Kreis umbenannte untere Kreis Solingen verstand sich stets als materieller und ideeller Nachfolger der in seinem Gebiet gelegenen Bergischen Ämter Hückeswagen, Monheim und Miselohe. Seit 1975 umfasst das Stadtgebiet von Leverkusen den größten Teil des früheren Amtsgebiets. Die Miselohestraße in Leverkusen erinnert an dieses historische Amt.

## Gliederung des Amtes

Amt Miselohe 1789

Das Amt Miselohe umfasste zehn Kirchspiele (Einwohnerzahlen 1792):
| Kirchspiel    | Dazugehörend | Einwohner | Religion   |
| ------------- | --- | --------- | ---------- |
| Bürrig        | Haus Reuschenberg | 400       | katholisch |
| Burscheid     | Ober-, Mittel-, Unterhonschaft; Haus Landscheid, Haus Rötzinghofen, Haus Bellinghausen                                     | 2.843     | lutherisch |
| Leichlingen   | Bruckerhonschaft mit Haus Forst und Haus Balken; Dinkblecherhonschaft; Rödelerhonschaft mit Haus Nesselrode und Diependahl | 2.302     | lutherisch |
| Lützenkirchen | Ober-, Mittel-, Unter-Honschaft                                                                                            | ?         | katholisch |
| Neukirchen    | Atzlenbach und Biesenbach                                                                                                  | 1.307     | lutherisch |
| Opladen       | Ophoven | 504       | katholisch |
| Schlebusch    | Rittersitze Schlebusch und Schlebuschrath, Haus Morsbroich                                                                 | 1.047     | katholisch |
| Steinbüchel   | Rittersitz Steinbüchel; Ortschaften Fettehenne, Gronenborn, Nieder-Blecher                                                 | 871       | katholisch |
| Wiesdorf      | | 689       | katholisch |
| Witzhelden    | Haus Höhscheid | 1.359     | lutherisch |

## Amtmänner
Folgende Amtmänner sind urkundlich belegt:
- 1311: Roland gen. Bogen, advocatus
- 1389: Giso von Zweifel, amptman zue Meysseloe
- 1633–1650: Hans Degenhard von Hall zu Uphoven[6]
- 1792: Franz Karl von Loë (1720-)[7]
- ?   : Gerhard Anton Aussuerus Edmund von Loë (1749–1813), später französischer Senator[8]